# ソーサリーブレイド
『ソーサリーブレイド』は、コトブキソリューション（ケムコ）が制作しWiiウェアで2008年12月16日から配信されているロールプレイングゲームである。

## ストーリー
恋人のジークが事故で行方不明になった。無事だったティアはジークを探すため、ハンターに所属した。

## 概要
30世紀の火星を舞台にティアがモンスターと戦うSFロールプレイングゲーム。戦闘中にWiiリモコンをタイミングよく振ると同時に技の威力が高まる。また、ティアのHPが0になるとゲームオーバーとなり、最後にセーブした場所からのやり直しとなるが、ゲームオーバー前に獲得したEXPはそのまま引き継がれる。

## 登場人物
ティア・ホワイト
声：真堂圭
本作の主人公。
ジーク・シルバー
ティアの婚約者。
ナイン
ティアの仲間となる白虎。